# Disa schizodioides
Disa schizodioides är en orkidéart som beskrevs av Otto Wilhelm Sonder. Disa schizodioides ingår i släktet Disa och familjen orkidéer. Inga underarter finns listade i Catalogue of Life.